# Trio-Gletscher
Der Trio-Gletscher ist ein kurzer Gletscher an der Ostseite der westantarktischen Alexander-I.-Insel westlich der Antarktischen Halbinsel. Er fließt zwischen dem Khufu Peak und Mount Ariel zum Uranus-Gletscher, den er südlich des Fossil Bluff erreicht.
Das UK Antarctic Place-Names Committee benannte ihn 2005 im Verbund nach den drei Wissenschaftlern Cliff Pearce, John P. Smith und Brian Taylor, die von 1961 bis 1962 auf der Station des Falkland Islands Dependencies Survey am Fossil Bluff tätig waren und dort als Erste überwinterten.